# Schloss Stiege

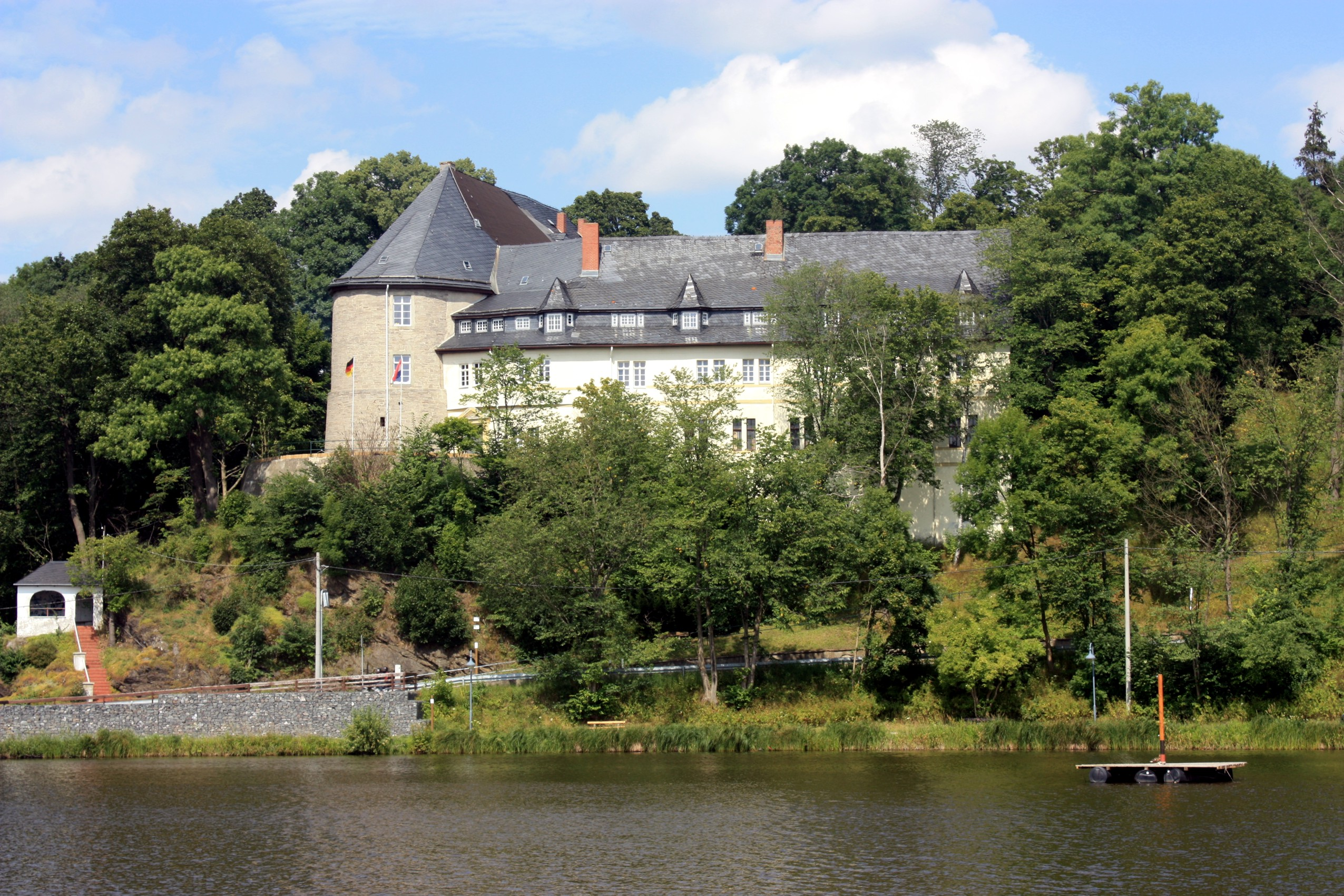
Schloss Stiege mit Blick vom See aus

Das Schloss Stiege ist ein unter Denkmalschutz stehendes Bauwerk im Ortsteil Stiege der Stadt Oberharz am Brocken im Landkreis Harz in Sachsen-Anhalt. Im örtlichen Denkmalverzeichnis ist das Schloss unter der Erfassungsnummer 094 02178 als Baudenkmal verzeichnet.

## Geschichte
Es wird angenommen, dass das Schloss zu Herrschaftszeiten von Heinrich I. um das Jahr 919 erbaut wurde, als Jagdschloss oder auch als Aufenthaltsort bei der Überquerung des Harzes. Für seine Waffentreue erhielt Graf Siegfried von Blankenburg das Schloss als Lehen von Kaiser Otto IV. zusammen mit den Dörfern Stiege, Selkenfelde und Cobels. Nach einem Umbau, bei dem das Schloss befestigt und erweitert wurde, wurde es zu einer gräflichen Residenz erhoben. Obwohl die Bauernkriege im Unterharz heftig tobten, gelang es den Aufständischen das Schloss im Jahr 1525 zu belagern, aber nicht zu erobern. Viele Anführer der Bauernkriege stammten aus dem Dorf Allrode, welches die Grafen von Blankenburg aus Rache niederbrennen ließen. Das Dorf Stiege mitsamt dem Schloss blieben bis zum Jahr 1599 im Besitz der Grafen von Blankenburg-Regenstein und diente als Amtssitz.
Nach dem Aussterben der Grafen von Blankenburg-Regenstein im Jahr 1599 fiel die Lehensgrafschaft Blankenburg, zu der auch das Amt Stiege mit Schloss gehörte, an das Herzogtum Braunschweig. Während des Dreißigjährigen Kriegs machten Wallensteinsche Truppen im Jahr 1625 das Schloss zu ihrem Winterquartier. Kaiserliche Truppen sowie schwedische Truppen plünderten 1644 sowohl das Dorf als auch das Schloss. 1806 versteckten sich geschlagene preußische und sächsische Truppen nach der Schlacht bei Jena im Schloss. Ihnen folgten französische Truppen, die das Gebiet bis 1813 besetzten.
Letzter Besitzer vor dem Zweiten Weltkrieg war ein einer Braunschweiger Familie entstammender Brasilianer, der durch die Bodenreform in der Sowjetischen Besatzungszone im Jahr 1945 enteignet wurde. Während der DDR-Zeit diente das Schloss als Altenheim und verfiel immer weiter in dieser Zeit. Seit 2005 befindet sich das Schloss in Privatbesitz.

## Beschreibung
Das Schloss verfügte über vier Ecktürme, wovon heute noch der südwestliche erhalten ist. Die Bergseite wurde durch einen Burggraben zusätzlich gesichert, über den in 40 Meter Höhe eine Zugbrücke führte. Der Burggraben wurde in späterer Zeit verfüllt und der Zugbrückenturm abgetragen.
Das Schloss ist ein aus zwei Flügel bestehender Bau mit einem Wohnturm. Die beiden Flügel stoßen rechtwinklig aufeinander. Beim südlichen Flügel handelt es sich um einen Anbau aus dem 16. Jahrhundert. Der Westflügel mit einer Grundfläche von 11 × 24 Meter.